# Humeur Design
 (mai 2020).
Pour les articles homonymes, voir Humeur (homonymie).
Humeur Design est une compagnie de tee-shirts québécoise fondée en 1988 par Guy Émond et Daniel St-Georges. La compagnie connaît un important succès au Québec dans les années 1990 et figure alors parmi les entreprises de la province à la plus forte croissance. En 1993, elle vend environ 1 million de tee-shirts.
Les tee-shirts produits par cette compagnie illustraient des personnages animaliers aux surnoms connus comme les Natchou, les Gus ou les FrancFou, présentés dans des mises en scène comiques accompagnées de phrases souvent calembouresques qui expriment des humeurs.
Les tee-shirts de cette compagnie sont parfois décrits comme des « objets cultes », emblématiques des années 1990 au Québec.
En mai 2020, Humeur Design fait un retour et lance une ligne de « tee-shirts souvenirs ».